# Toporzyk (gromada)
Toporzyk – dawna gromada, czyli najmniejsza jednostka podziału terytorialnego Polskiej Rzeczypospolitej Ludowej w latach 1954–1972.
Gromady, z gromadzkimi radami narodowymi (GRN) jako organami władzy najniższego stopnia na wsi, funkcjonowały od reformy reorganizującej administrację wiejską przeprowadzonej jesienią 1954 do momentu ich zniesienia z dniem 1 stycznia 1973, tym samym wypierając organizację gminną w latach 1954–1972.
Gromadę Toporzyk z siedzibą GRN w Toporzyku utworzono – jako jedną z 8759 gromad na obszarze Polski – w powiecie białogardzkim w woj. koszalińskim na mocy uchwały nr 43/54 WRN w Koszalinie z dnia 5 października 1954. W skład jednostki weszły obszary dotychczasowych gromad Toporzyk i Gaworkowo ze zniesionej gminy Połczyn-Zdrój w tymże powiecie oraz obszar dotychczasowej gromady Gawroniec (ze Słowiankami) ze zniesionej gminy Ostrowice w powiecie drawskim w tymże województwie. 
13 listopada 1954 (z mocą wstecz od 1 października 1954) gromadę włączono do nowo utworzonego powiatu świdwińskiego w tymże województwie, gdzie ustalono dla niej 12 członków gromadzkiej rady narodowej.
1 stycznia 1958 do gromady Toporzyk włączono wsie Cieminko, Smołdzięcino i Kolonia Lipno z gromady Nowe Worowo w powiecie drawskim w tymże województwie; z gromady Toporzyk wyłączono natomiast wieś Gaworkowo, włączając ją do nowo utworzonej gromady Połczyn-Zdrój w tymże powiecie.
31 grudnia 1959, według zapisu w Dzienniku Ustaw z 27 listopada 1959, do gromady Toporzyk włączono wieś Lipno z gromady Nowe Worowo w powiecie drawskim w tymże województwie, po czym gromadę  Toporzyk zniesiono, a jej obszar włączono do gromady Połczyn-Zdrój w powiecie świdwińskim.